# فجوة تضخمية

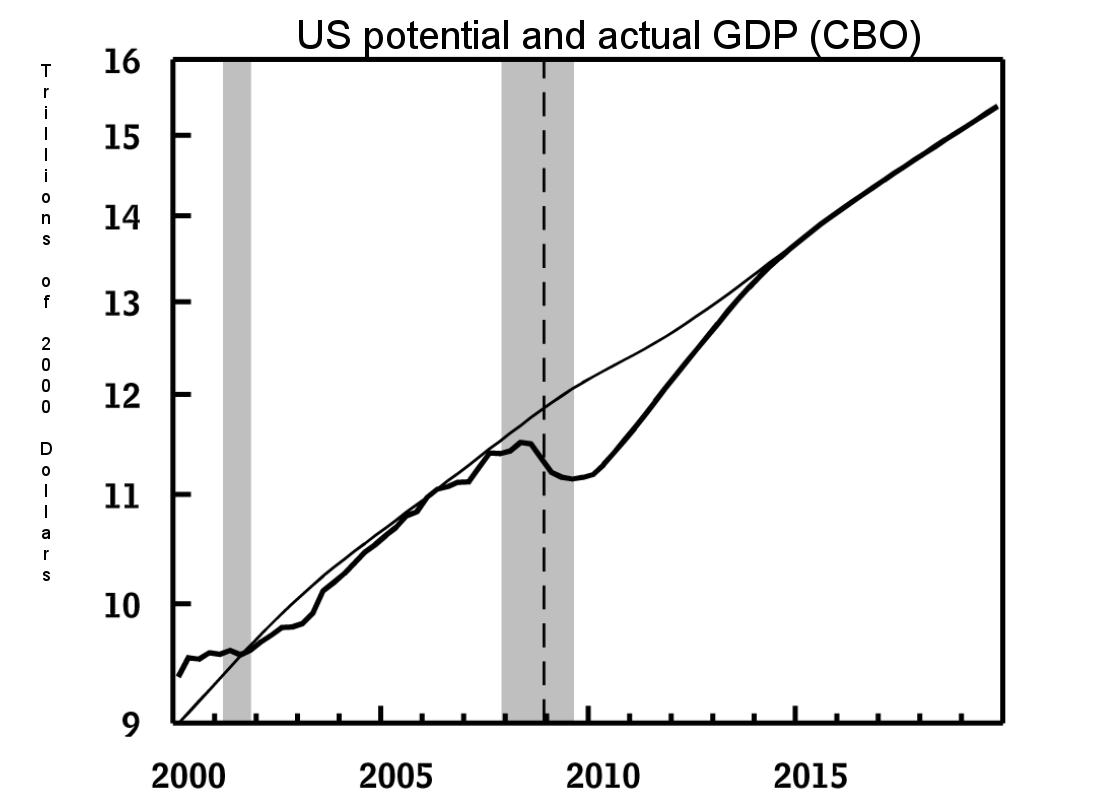

الفجوة التضخمية (بالإنجليزية: Inflationary gap)‏، حسب تعريف الأقتصادي كينز، عندما يكون إجمالي الناتج المحلي (Y) أعلى من قيمة الناتج المحلي في حالة العمالة الكاملة (Ȳ)، فإن الفارق بينهما (=Ȳ-Y) هو الفجوة التضخمية.